# بابی کاپو
فلیکس مانوئل "بابی" رودریگز کاپو (انگلیسی: Bobby Capó) (۱ ژانویهٔ ۱۹۲۲ – ۱۸ دسامبر ۱۹۸۹) خواننده و ترانه‌سرای پورتوریکویی بود. او معمولاً بالادها را با موسیقی کلاسیک ترکیب می‌کرد و به‌شدت درگیر عناصر فولکلور پورتوریکویی و حتی موسیقی اندلس بود، تا جایی که بسیاری از ترانه‌های معروف پاپ لاتین را با اشعاری پیچیده و دراماتیک خلق کرد.
ریتم آهنگ گیلکی «کیسه کیسه» (چه کسی است، چه کسی است؟) به خوانندگی روزبه رخشا که متن آن را جهانگیر سرتیپ‌پور نوشت، اقتباسی است از آهنگ quizás (کیساس، به معنی شاید در اسپانیایی) از بابی کاپو.

## اوایل زندگی
فلیکس مانوئل رودریگز کاپو در منطقهٔ پدرو گارسیا در کوآمو، پورتوریکو به دنیا آمد. پدرش، سلسو کویترِیو رودریگز ریورا، یک فروشنده، و مادرش، آرسنیا کاپو کانوارو، خانه‌دار بود. او نام «بابی» را به عنوان نام اول خود برگزید و چون رودریگز یک نام خانوادگی رایج در میان اسپانیایی‌زبانان بود، تصمیم گرفت از نام خانوادگی مادرش، «کاپو»، که کمتر شناخته‌شده بود، استفاده کند.

## حرفه
کاپو در اوایل دههٔ ۱۹۴۰ به نیویورک مهاجرت کرد. ابتدا، او جایگزین پدرو اورتیز داویلا «داویلیتا» در یک کوارتت، کوارتتو ویکتوریا متعلق به رافائل هرناندز مارین شد. سپس به ارکستر شاویه کوگات پیوست.
علاوه بر فعالیت در عرصهٔ خوانندگی، او مجری تلویزیون، کارگردان فنی و موسیقایی و یک ترانه‌سرای پرکار نیز بود. او برای بسیاری از هم‌عصران خود ترانه نوشت که برخی از این آثار در پورتوریکو و گاهی در سراسر آمریکای لاتین به موفقیت رسیدند. یکی از ترانه‌های معروف او، "El Negro Bembón" بود. این آهنگ در میانهٔ دههٔ ۱۹۵۰ توسط کورتیخو ای سو کومبو اجرا شد و بسیار محبوب شد. بعدها، این آهنگ در اسپانیا با تغییر نام و شخصیت به "El Gitano Antón" بازسازی شد و خوانندهٔ رومبای کاتالان، پرت (خواننده)، آن را در میانهٔ دههٔ ۱۹۶۰ اجرا کرد.
یکی دیگر از آهنگ‌های مشهور او، "Sin Fe" (که گاهی با نام "Poquita Fe" نیز شناخته می‌شود)، در دههٔ ۱۹۵۰ توسط فیلیپه رودریگز به موفقیت رسید و سپس در دههٔ ۱۹۶۰ تبدیل به یک موفقیت جهانی برای خوزه فلیسیانو شد.
ترانهٔ "Soñando con Puerto Rico" (رؤیای پورتوریکو) که او در وصف دلتنگی‌اش برای وطن سرود، در میان پورتوریکویی‌های مقیم خارج از کشور محبوبیت زیادی دارد. آهنگ "De Las Montañas Venimos" نیز به عنوان یک ترانهٔ سنتی کریسمس در پورتوریکو شناخته می‌شود.
مشهورترین آهنگ او، "Piel Canela" (پوست دارچینی) است که او نسخه‌ای به زبان انگلیسی از آن با نام "You, Too" را ضبط کرد. این آهنگ را او در هاوانا با گروه سونورا ماتانسرا اجرا کرد. بعدها، ژوزفین بیکر نسخه‌ای از آن را به زبان فرانسوی ضبط کرد.

## زندگی شخصی
در سال ۱۹۴۴، او با مرسدس راموس ازدواج کرد. پس از طلاق، در سال ۱۹۴۸ با ایرما نیدیا وازکز ازدواج کرد. او نخستین دوشیزه پورتوریکو بود که در رقابت‌های دوشیزه آمریکا شرکت کرد. این ازدواج به دلیل طبقهٔ اجتماعی متفاوتشان مورد مخالفت خانوادهٔ همسرش قرار گرفت و کاپو تحت تأثیر این ماجرا آهنگ "El Bardo" را سرود که داستان شاعری فقیر را روایت می‌کند که در اثر شکست عشقی جان خود را از دست می‌دهد. این آهنگ در دههٔ ۱۹۵۰ توسط فیلیپه رودریگز اجرا شد و محبوبیت زیادی کسب کرد.
کاپو شش فرزند داشت که یکی از آن‌ها، پدرو کاپو، خواننده و ترانه‌سرا است.

## درگذشت
بابی کاپو در ۱۸ دسامبر ۱۹۸۹ در خانهٔ خود در نیویورک بر اثر سکته قلبی درگذشت. او در گورستان شهرداری کوآمو در پورتوریکو به خاک سپرده شد.